# Pionki
Pionki é um município da Polônia, na voivodia da Mazóvia e no condado de Radom. Estende-se por uma área de 18,34 km², com 18 846 habitantes, segundo os censos de 2016, com uma densidade de 1024 hab/km².